# Stazione di Looe
La stazione di Looe (in inglese Looe railway station; in cornico Logh) serve le città gemelle di East e West Looe, in Cornovaglia, Inghilterra. La stazione è il capolinea sud della Linea Looe Valley.

## Storia
La "Liskeard and Looe Railway", fu originariamente aperta nel dicembre del 1860 adibita esclusivamente a servizio merci. I treni passeggeri iniziarono a circolare, in concomitanza con l'attivazione della stazione di Looe, l'11 settembre 1879. A quel tempo la ferrovia si congiungeva a Moorswater con l'allora ferrovia Liskeard e Caradon, il tratto curvo (in uso ancora oggi) atto a collegare la fermata di Coombe Junction Halt alla stazione di Liskeard non fu aperto fino al 25 febbraio 1901. Istituito esclusivamente per il trasporto merci, verrà aperto al traffico passeggeri il 15 maggio 1901.
Le caratteristiche della stazione di Looe erano inconsuete per una stazione terminale: a binario singolo e sprovvista di anello per consentire alle locomotive di effettuare manovre. Le operazioni di carico/scarico e manutenzione si effettuavano negli appositi capanni posti oltre la stazione. Originariamente, gran parte del traffico merci era destinato a Buller Quay, una fermata posta sul lungomare all'estremo sud della cittadina.
Il posto di movimento di Looe sorgeva in un cabinato a bordo binario. Rimase in uso fino al 15 marzo 1964 quando il sistema fu rimpiazzato dall'utilizzo del blocco a bastone pilota.
Il ramo ferroviario di Looe, come la maggior parte delle ferrovie secondarie della Cornovaglia, fu consigliato per la chiusura nel Beeching Report del 1963. I binari posti oltre la stazione di Looe furono rimossi nel novembre del 1963 e la linea fu accorciata di circa 100 metri il 28 aprile del 1968. La vecchia stazione è ora rimpiazzata dall'attuale caserma di polizia.

## Strutture e impianti
La stazione è a binario singolo, i treni in arrivo da Liskeard si trovano sulla sinistra. Si affaccia sull'estuario del Fiume Looe.

## Servizi
Tutti i treni hanno come destinazione Liskeard. Al 15 luglio 2021, la stazione è servita tutti i giorni con cadenze pressoché regolari. Il servizio domenicale è attivo soltanto nel periodo estivo e termina al 31 ottobre. Alcuni servizi effettuano corse dirette a Liskeard senza effettuare fermate.